# فهرست سخنرانی‌ها و گفتارهای علی شریعتی

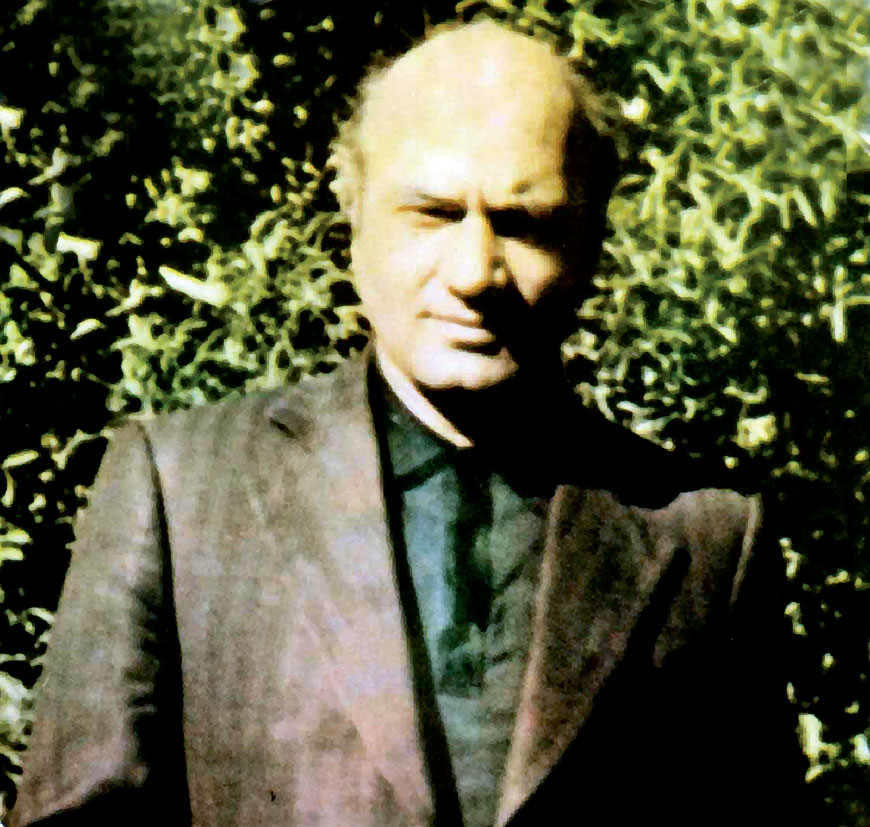
شریعتی به خاطرِ سخنرانی‌هایش در حسینیهٔ ارشاد موضوعِ انتقادِ ملّایان واقع می‌شد.

علی شریعتی سخنرانی های فراوانی داشته است. بسیاری از سخنرانی هایش ضبط و منتشر شده است.

## سخنرانی‌ها و درس‌هایی که به صورت صوتی موجود است

### در تالار حسینیه ارشاد
| عنوان                                             | تاریخ    |
| ------------------------------------------------- | -------- |
| تاریخ ادیان (از درس ۱ تا ۱۴)                      |          |
| اسلام‌شناسی (از درس ۱۵ تا آخر)                     |          |
| نگاهی به تاریخ فردا                               | ۲۰/۷/۴۸  |
| نسل نو مسلمان                                     | ۳/۸/۴۷   |
| روش شناخت اسلام                                   | ۹/۸/۴۷   |
| علی (ع) حقیقتی بر گونه اساطیر                     | ۱۵/۱۲/۴۷ |
| علی (ع) حقیقتی بر گونه اساطیر                     | ۱۶/۱۲/۴۷ |
| امت و امامت در جامعه‌شناسی                         | ۱۱/۱/۴۸  |
| امت و امامت در جامعه‌شناسی                         | ۱۲/۱/۴۸  |
| امت و امامت در جامعه‌شناسی                         | ۱۳/۱/۴۸  |
| امت و امامت در جامعه‌شناسی                         | ۱۴/۱/۴۸  |
| متمدن و متجدد                                     | ۱۹/۲/۴۸  |
| علی تنهاست                                        | ۱۱/۹/۴۸  |
| علی (ع) و حیات با روش پس از مرگ                   | ۱۲/۹/۴۸  |
| علی (ع) و حیات با روش پس از مرگ                   | ۱۳/۹/۴۸  |
| علی (ع) و حیات با روش پس از مرگ                   | ۱۴/۹/۴۸  |
| علی انسان تمام                                    | ۲۰/۹/۴۸  |
| میعاد با ابراهیم                                  | ۲۸/۱۲/۴۸ |
| میعاد با ابراهیم                                  | ۲۹/۱۲/۴۸ |
| میعاد با ابراهیم                                  | ۱/۱/۴۹   |
| میعاد با ابراهیم                                  | ۲/۱/۴۹   |
| نیایش                                             | ۱۳/۱/۴۹  |
| تاریخ و ارزش آن در اسلام                          | ۱۵/۵/۴۹  |
| مذهب علیه مذهب                                    | ۲۲/۵/۴۹  |
| مذهب علیه مذهب                                    | ۲۳/۵/۴۹  |
| روشنفکر و مسئولیت آن در جامعه                     | ۳۰/۵/۴۹  |
| روشنفکر و مسئولیت آن در جامعه                     | ۳۱/۵/۴۹  |
| فلسفه تاریخ در اسلام (در ادیان ابراهیمی)          | ۱/۶/۴۹   |
| اجرای برنامه در مسجد الجواد (تاریخ در اسلام)      | ۱۴/۱۲/۴۹ |
| فاطمه، فاطمه‌است                                   | ۱۵/۴/۵۰  |
| انتظار، مذهب اعتراض                               | ۸/۸/۵۰   |
| تشیع علوی و تشیع صفوی                             | ۹/۸/۵۰   |
| مسئولیت شیعه بودن                                 | ۱۵/۸/۵۰  |
| سال فداکاری در راه مکتب                           | ۱۶/۸/۵۰  |
| چه نیازی به علی؟                                  | ۱۷/۸/۵۰  |
| آری اینچنین بود ای برادر                          | ۱۸/۸/۵۰  |
| علی بنیان‌گذار وحدت                                | ۱۹/۸/۵۰  |
| پدر، مادر، ما متهمیم                              | ۲۰/۸/۵۰  |
| از کجا آغاز کنیم                                  | ۱/۹/۵۰   |
| شهادت (تاسوعا)                                    | ۶/۱۲/۵۰  |
| حسین وارث آدم (عاشورا)                            | ۷/۱۲/۵۰  |
| پس از شهادت (مسجد نارمک)                          | ۷/۱۲/۵۰  |
| نقش انقلابی یاد و یادآوران در تاریخ تشیع          | ۲۱/۶/۵۱  |
| قرن ما در جستجوی علی (ع)                          | ۳/۶/۵۱   |
| زیباترین روح پرستنده                              | ۲۲/۶/۵۱  |
| قسمت اول سمینار (ایام فاطمیه)                     | ۲۲/۴/۵۱  |
| قسمت دوم سمینار                                   | ۲۳/۴/۵۱  |
| قسمت سوم سمینار                                   | ۲۴/۴/۵۱  |
| قسمت چهارم سمینار                                 |          |
| قسمت پنجم سمینار                                  |          |
| هجرت و تمدن (۲ قسمت)                              |          |
| تشیع سرخ (سخنی در مورد نمایشنامه سربداران)        |          |
| مقدمه‌ای بر نمایشنامه ابوذر                        |          |
| پاسخ به سئولات مربوط به درس‌ها                     |          |
| یک حزب تمام (۲ شب)                                |          |
| پیروان علی و رنجهایشان                            | ۴/۸/۵۱   |
| سوره روم پیام امید به روشنفکر مسئول               | ۵/۸/۵۱   |
| قاسطین، مارقین، ناکثین                            | ۷/۸/۵۱   |
| اسلام در آمریکا (به همراه دکتر پرتوماه)           |          |
| دائرةالمعارف شیعه مقدمه بر کنفرانس آقای حسن‌الامین |          |
| علی اگر می‌گفت: آری                                |          |
| علی، یک روح در چند بعد (سه جلسه)                  |          |
| پیروزی در شکست                                    |          |
| ماشین در اسارت ماشینیسم                           |          |
| استحمار                                           |          |
| قصه حسن و محبوبه                                  |          |
|                                                   |          |

## سخنرانی‌ها در دانشگاه‌ها موجود به صورت نوار، کتاب یا پلی‌کپی
| سال | روز | موضوع                              | جای                            | توضیحات                               |
| --- | --- | ---------------------------------- | ------------------------------ | ------------------------------------- |
|     |     | از کجا آغاز کنیم؟                  | دانشگاه آریامهر                |                                       |
|     |     | ماشین در اسارت ماشینیسم            | دانشکده پلی‌تکنیک               |                                       |
|     |     | جامعه‌شناسی شرک                     | دانشکده ادبیات تهران           |                                       |
|     |     | انقلاب در ارزش‌ها                   | دانشکده ادبیات تهران           |                                       |
|     |     | ریشه‌های اقتصادی – طبقاتی رنسانس    | مدرسه عالی بازرگانی            |                                       |
|     |     | متدلوژی علم                        | مدرسه عالی بازرگانی            |                                       |
|     |     | علم یا استولاستیک جدید             | دانشکده پزشکی تهران            |                                       |
|     |     | انسان و تاریخ                      | دانشکده فنی تهران              |                                       |
|     |     | چهار زندان انسان                   | مدرسه عالی علوم تربیتی         |                                       |
|     |     | اگزیستانسیالیسم                    | دانشکده ملی                    |                                       |
|     |     | علل انحطاط مذاهب                   | دانشگاه ملی                    |                                       |
|     |     | استانداردهای ثابت در تعلیم و تربیت | دانشسرای عالی سپاه بهداشت      |                                       |
|     |     | استحمار                            | مدرسه عالی دختران              | ۲ سخنرانی                             |
|     |     | انتظار مذهب اعتراض                 |                                | گفتگو با دانشجویان دانشکده نفت آبادان |
|     |     | استخراج و تصفیه منابع فرهنگی       | دانشکده نفت                    |                                       |
|     |     | جهان‌بینی                           | دانشکده نفت آبادان             |                                       |
|     |     | مخروط فرهنگ‌شناسی                   | دانشکده نفت آبادان             |                                       |
|     |     | فرهنگ و ایدئولوژی                  | دانشسرای عالی تهران            |                                       |
|     |     | ایمان در علم                       | دانشگاه مشهد – تالار رازی      |                                       |
|     |     | میعاد با ابراهیم                   | دانشگاه مشهد – تالار رازی      |                                       |
|     |     | هنر در انتظار موعود                | دانشگاه مشهد – تالار رازی      |                                       |
|     |     | کتاب                               |                                | سخنرانی در انجمن کتاب دانشگاه مشهد    |
|     |     | انسان دیروز و انسان امروز          | دانشگاه مشهد – دانشکده علوم    |                                       |
|     |     | بازگشت به خویشتن                   | دانشگاه جندیشاپور – اهواز      |                                       |
|     |     | نیازهای انسان امروز                | دانشگاه جندیشاپور – اهواز      |                                       |
|     |     | انسان بی‌خود                        | دانشکده ادبیات – دانشگاه تهران |                                       |
|     |     | روح جدید علم                       | دانشگاه صنعتی آریامهر          |                                       |
|     |     | خدا در خانه یک کنیز (فلسفه حج)     | دانشگاه مشهد                   |                                       |
|     |     | اومانیسم در قصد خلقت آدم           | دانشکده نفت آبادان             | انتروپولوژی فلسفی                     |
|     |     | چهار زندان انسان                   | دانشکده نفت آبادان             |                                       |
|     |     | ایدئولوژی                          | دانشکده نفت آبادان             |                                       |
|     |     | رسالت روشنفکر برای ساختن جامعه     | دانشکده نفت                    |                                       |
|     |     | تأمل در خویش                       |                                |                                       |

## سخنرانی‌ها در سفر مکه همراه کاروان حسینیه ارشاد و سایر مؤسسات
- پس از شهادت (مسجد جامع نارمک ۷/۱۲/۵۰)
- اجرای برنامه در مسجد الجواد (۱۴/۱۲/۴۹) تاریخ در اسلام
- تمدن و تجدد (دبیرستان مهستی مشهد – سرپرست و مسئول هاشم منتجمی)
- مجموعه سخنرانی‌ها در سفر مکه سال ۴۸ به همراه کاروان ارشاد
- مجموعه سخنرانی‌ها در سفر مکه سال ۴۹ به همراه کاروان ارشاد
- مجموعه سخنرانی‌ها در سفر مکه سال ۵۰ به همراه کاروان ارشاد
- بیعت و وصالت (دموکراسی و رهبری انقلابی) (کانون مهندسین تهران)

## درس‌ها در دانشگاه مشهد از سال ۱۳۴۵ تا ۱۳۵۰
- تاریخ اسلام (سال ۷–۱۳۴۶ دانشکده ادبیات)
- درس‌های تاریخ ادیان (سه دور – دانشکده ادبیات)
- درس تاریخ تمدن (چهار دوره شامل، جهان‌بینی و محیط نگاه زرد کنفرانس خام خاکپور – دیالک تیک)
- تاریخ قرون جدید (سه سال تدریس‌شده در سه جلد)
- قرون جدید (یک جلد به وسیلهٔ دانشجویان از نوار پیاده‌شده)
- «جهان در آستانه بعثت» فصل اول ایران (درس‌های دانشکده ادبیات در فصول مختلف
- سیانتیسم (علم‌پرستی) و پیدایش طبقه روشنفکر «قرون جدید» از رنسانس تا ۱۹۶۴
- رنسانس و تاریخ اروپا از پایان قرون وسطی تا ۱۶۶۰ (سال سوم رشته تاریخ ۶–۱۳۴۵
- درس «فلسفه و معارف اسلامی»
- جامعه‌شناسی مکتب و آثار آلبرکامو به عنوان شاگرد لوکوس (دانشکده ادبیات)
- انسان در تمدن جدید (درس‌های تاریخ تمدن – ادبیات)
- مکتب‌ها و نظرهای گوناگون در باب تاریخ (پلی‌کپی سال ۴۶ درس فلسفه تاریخ – دانشکده ادبیات)
- دین و سرگذشتش (جلد دوم تاریخ ادیان – ادبیات)
- پس از پیغمبر (پلی‌کپی – ادبیات – درس اسلام‌شناسی)
- فلسفه تاریخ (دانشکده ادبیات – رشته تاریخ – دو دوره)
- تاریخ کشورهای مجاور (روسیه – عراق – ترکیه – پاکستان و دانشکده ادبیات – یکسال) توضیح: درس پاکستان کنفرانس آقای منشی‌زاده‌است که به وسیلهٔ دکتر تصحیح شده‌است و کامل و بنام منشی‌زاده چاپ شده.
- تاریخ عقاید سیاسی و اقتصادی (سال ۴۵/۴۶ – دانشکده ادبیات سال چهارم)
- تاریخ ایران پس از اسلام (دانشکده ادبیات یکسال)
- تاریخ علم (دانشکده علوم)
- پیروزی پس از شکست